# Rubus serrae
Rubus serrae är en rosväxtart som beskrevs av A. Soldano. Rubus serrae ingår i släktet rubusar, och familjen rosväxter. Inga underarter finns listade i Catalogue of Life.